# Емре Гюнгер
Емре Гюнгер (тур. Emre Güngör, нар. 1 серпня 1984, Стамбул) — турецький футболіст, що грав на позиції захисника. Відомий за виступами в низці турецьких клубів, найбільше за «Анкарагюджю» та «Галатасарай», у складі якого став чемпіоном Туреччини та володарем Кубка Туреччини, а також у складі національної збірної Туреччини.

## Клубна кар'єра
Емре Гюнгер народився у Стамбулі. Розпочав грати у футбол в юнацькій команді клубу «Бакиркейспор», у дорослому футболі дебютував 2000 року виступами в основній команді цього ж клубу, в якій грав до 2001 року.
У 2001 році футболіст перейшов до клубу «Анкарагюджю», проте в команді не відразу став основним гравцем, і в 2002 році переданий в оренду до клубу «Тюрк Телекомспор», де грав до 2004 року. Після повернення до «Анкарагюджю» став у команді гравцем основного складу, та грав у складі клубу з Анкари до 2007 року.
2007 року Емре Гюнгер уклав контракт з клубом «Галатасарай». У перший же сезон футболіст став у складі стамбульського клубу чемпіоном Туреччини та володарем Кубка Туреччини. у складі «Галатасарая» Гюнгер грав до 2010 року, та зіграв у його складі 53 матчі у чемпіонаті країни.
У 2010 році футболіст перейшов до складу клубу «Ґазіантепспор», у якому грав до 2012 року. У 2012 році Гюнгер перейшов до клубу «Антальяспор», а в 2014 році став гравцем клубу «Карабюкспор», у якому грав до 2015 року.
У 2015 році Гюнгер став гравцем команди команді «Ескішехірспор», в якому грав до 2016 року. У 2016 році футболіст перейшов до складу клубу «Бандирмаспор», у складі якого у 2017 році завершив виступи на футбольних полях.

## Виступи за збірні
Протягом 2001—2002 років Емре Гюнгер грав у складі юнацьких збірних Туреччини різного віку, загалом на юнацькому рівні зіграв 21 матч. У 2004—2007 роках футболіст грав у складі молодіжної збірної Туреччини, на молодіжному рівні зіграв 20 матчів.
У 2008 році Емре Гюнгер дебютував у складі національної збірної Туреччини. У складі збірної був учасником чемпіонату Європи 2008 року в Австрії та Швейцарії, на якому турецька збірна дісталась півфіналу. У складі збірної грав до 2010 року, загалом провів у її формі 4 матчі, забивши 1 гол.

## Титули і досягнення
- Чемпіон Туреччини (1):

«Галатасарай»: 2007–2008
- Кубок Туреччини (1):

«Галатасарай»: 2007–2008